# 648
648 (DCXLVIII) je bilo prestopno leto, ki se je po julijanskem koledarju začelo na torek.

## Dogodki
- Papež Teodor I. izobči patriarha Pavla II. iz Konstantinopla.

## Smrti
- 18. avgust - Fang Šuanling, kitajski državnik, pisec Knjige Džina (* 579)